# Paneeraq Siegstad Munk
Paneeraq Hansine Judithe Karen Siegstad Munk [paˈnɜːʁɑq hanˈsiːnə juˈtitə ˈkɑɑn ˈsiːstað mɔnk] (* 30. Januar 1977 in Attu) ist eine grönländische evangelisch-lutherische Geistliche. Sie ist seit dem 1. Dezember 2020 Bischöfin des teilautonomen Bistums Grönland der Dänischen Volkskirche.

## Leben
Paneeraq Siegstad ist die Tochter des Arbeiters Kasper Ville Elias Ole Siegstad und der Pastorin Magdaline Juliane Margrethe Elionora Ludvigsen († 2019).
Sie war 2001 eine der ersten beiden Personen, die ein Bachelorstudium der Theologie an Grønlands Universitet abschlossen. Während des Studiums war sie unter anderem von 1998 bis 2000 Vorsitzende der grönländischen Studentenvereinigung KIK. Außerdem war sie grönländische Vorsitzende der Inuit Circumpolar Conference. Sie engagierte sich auch in anderen Organisationen. In ihrer Bachelorarbeit befasste sie sich mit der Vereinbarkeit der Schöpfungsgeschichte in der Bibel und in der traditionellen Überlieferung der Inuit. Anschließend begann sie ein Kandidatstudium an Københavns Universitet, und war in dieser Zeit von 2001 bis 2003 Vizevorsitzende von Sjællands Lokalabteilung der grönländischen Studentenvereinigung in Kopenhagen (KEKIP, heute Avalak Kopenhagen) sowie auch Vorsitzende des Landesorganisation DKIK (Avalak).Ab 2003 besuchte sie das Pastoralseminar Vartov in Kopenhagen. Sie pausierte das Kandidatstudium, weil sie am 22. Februar 2004 in Aasiaat ordiniert wurde.
Nach der Ordination wurde sie 2004 Pastorin in Narsaq und wechselte 2006 nach Ittoqqortoormiit. Von 2008 bis 2010 war sie Freizeitleiterin in Kangaatsiaq und kehrte dann Ittoqqortoormiit zurück, wo sie ein Jahr lang als Hilfslehrerin arbeitete. Anschließend wurde sie wieder Pastorin, diesmal in Aasiaat. Am 10. November 2013 durfte sie eine Reneklode als Baum Nr. 211 im Luthergarten Wittenberg pflanzen. Von 2012 bis 2016 war sie Vorsitzende der grönländischen Pastorenvereinigung. 2017 schloss sie schließlich das Kandidatstudium in Kopenhagen ab und wurde im selben Jahr zur Pröpstin in der Provsteqarfik Kujataa ernannt. Im Oktober 2020 wurde sie als eine von vier Kandidaten als Nachfolgerin von Sofie Petersen zur Bischöfin von Grönland gewählt, deren Amt sie am 1. Dezember übernahm. Erst im Oktober 2021 wurde sie offiziell als Bischöfin geweiht.
Sie kandidierte bei der Parlamentswahl 2005 für die Inuit Ataqatigiit und erreichte 54 Stimmen.
Paneeraq Siegstad heiratete am 26. Dezember 2007 in Kangaatsiaq den dänischen Lehrer Arne Frigaard Munk (* 1961), Sohn des Fischers Orla Arne Munk († 1971) und seiner Frau Birgit Noomi Frigaard († 2013), mit dem sie seit 2004 liiert war und mit dem sie zwei Söhne (* 2005 und * 2007) hat.
Am 16. April 2022 wurde sie zur Ritterin des Dannebrogordens ernannt.